# 3197 Weissman
3197 Weissman è un asteroide della fascia principale del diametro medio di circa 21,61 km. Scoperto nel 1981, presenta un'orbita caratterizzata da un semiasse maggiore pari a 2,6646831 UA e da un'eccentricità di 0,1816097, inclinata di 16,42816° rispetto all'eclittica.